# A linha do mar
A linha do mar é uma escultura da autoria de Pedro Cabrita Reis, artista plástico português de renome internacional.
A obra encontra-se em Leça da Palmeira, na marginal desenhada pelo arquiteto Álvaro Siza Vieira, junto ao farol da Boa Nova.

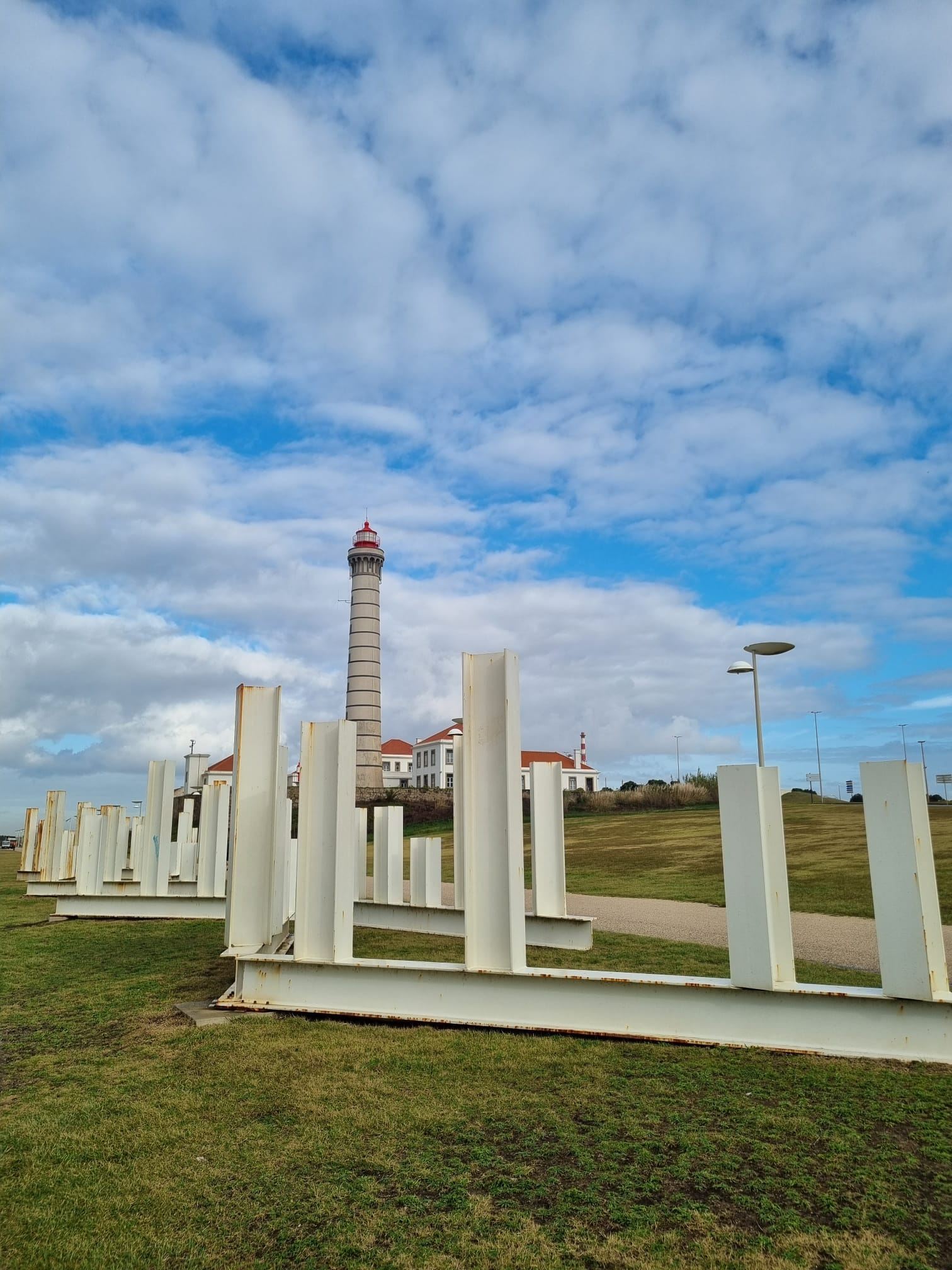
"A Linha do Mar" em Leça da Palmeira

Foi inaugurada no dia 15 de dezembro de 2019, pela presidente da Câmara Municipal de Matosinhos, Luísa Salgueiro.

## Descrição
A escultura é composta por 5 conjuntos de vigas de ferro HA400, pintadas com tinta branca, que se estendem por 40 metros. Cada conjunto é constituído por vigas de diferentes tamanhos posicionadas verticalmente sobre uma base horizontal.
A obra apresenta “uma nova perspectiva sobre a linha de horizonte do mar”, “sugerindo diversas interpretações através da forma e geometria e da sua sobreposição com o oceano” e, segundo Cabrita Reis, é um lugar onde as pessoas se podem sentar, conviver e apreciar a proximidade com o mar.

## Vandalização
A escultura gerou controvérsia junto da população de Leça da Palmeira, tendo sofrido várias vandalizações.
A primeira ocorreu pouco tempo depois da inauguração, mais precisamente a 29 de dezembro de 2019. Com graffiti preto, foram escritos dizeres como “CMM vergonha”, “os nossos impostos”, “300 mil€” e “isto é Leça”, como forma de criticar os elevados custos da adjudicação da obra, que ascendeu os 307 mil euros. A Câmara Municipal de Matosinhos procedeu rapidamente à limpeza da escultura.
Passado quase um mês, a escultura de Cabrita Reis voltou a ser vandalizada com graffiti e foi novamente restaurada.
Pouco tempo depois da primeira vandalização, Pedro Almeida, um emigrante português a viver em Inglaterra, transformou as vigas da escultura num estendal ao pendurar nelas várias peças de roupas, com palavras e frases escritas, com o intuito de mostrar a insatisfação com a colocação da estrutura na marginal. Acabou por recolher a roupa uma hora depois.
Estes foram apenas alguns dos muitos casos de vandalização da obra.

## Manutenção

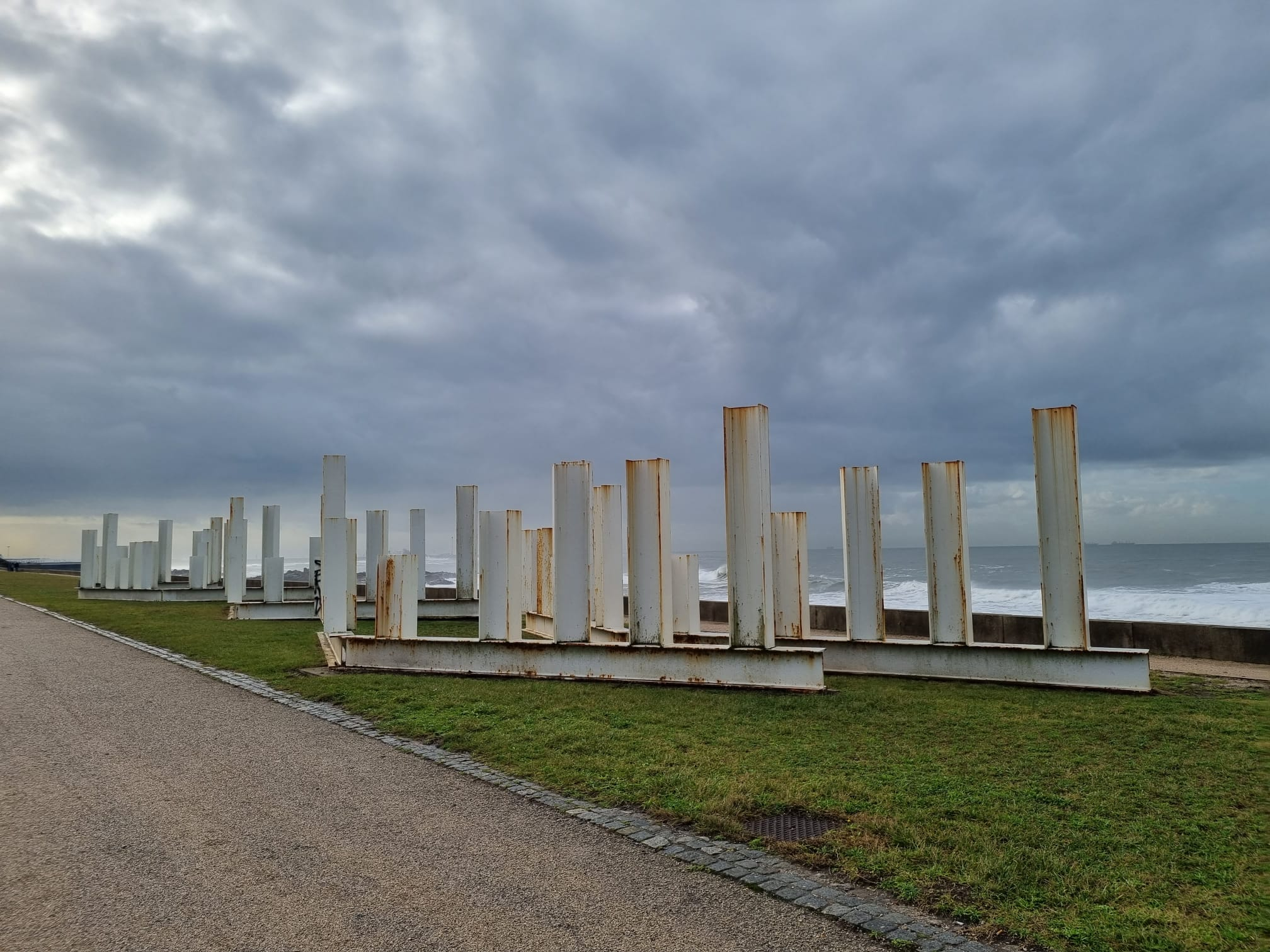
"A Linha do Mar", de Pedro Cabrita Reis

Passado pouco mais de um ano da inauguração da escultura, esta apresentava sinais de ferrugem ao longo das diversas vigas, devido à proximidade do mar. Daí a necessidade de recorrente manutenção e recorrentes gastos com tinta.